# Stor flikbålmossa
Stor flikbålmossa (Riccardia chamedryfolia) är en bladmossart som först beskrevs av William Withering, och fick sitt nu gällande namn av Riclef Grolle. Stor flikbålmossa ingår i släktet flikbålmossor, och familjen Aneuraceae. Arten är reproducerande i Sverige. Inga underarter finns listade i Catalogue of Life.

## Bildgalleri

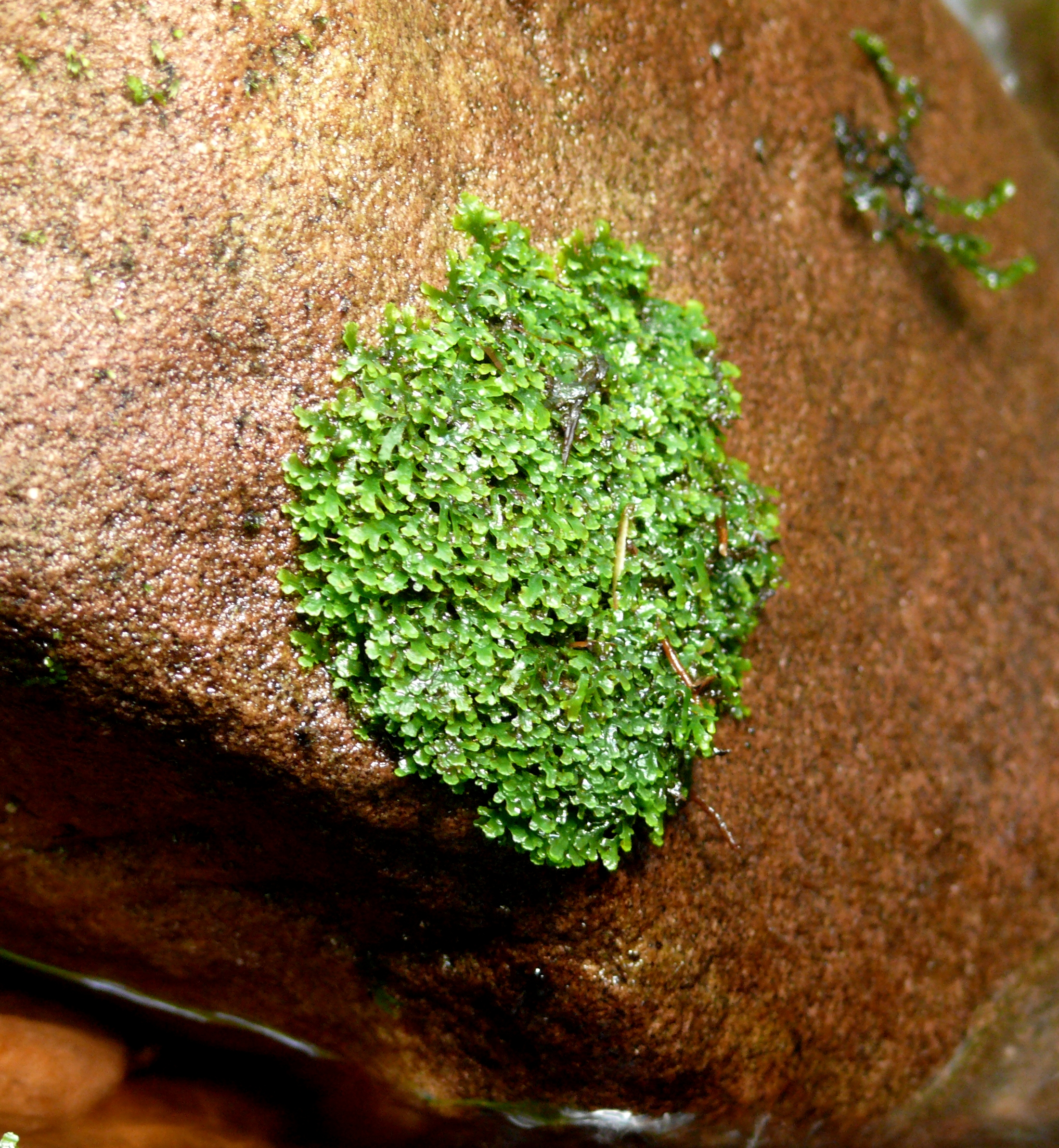
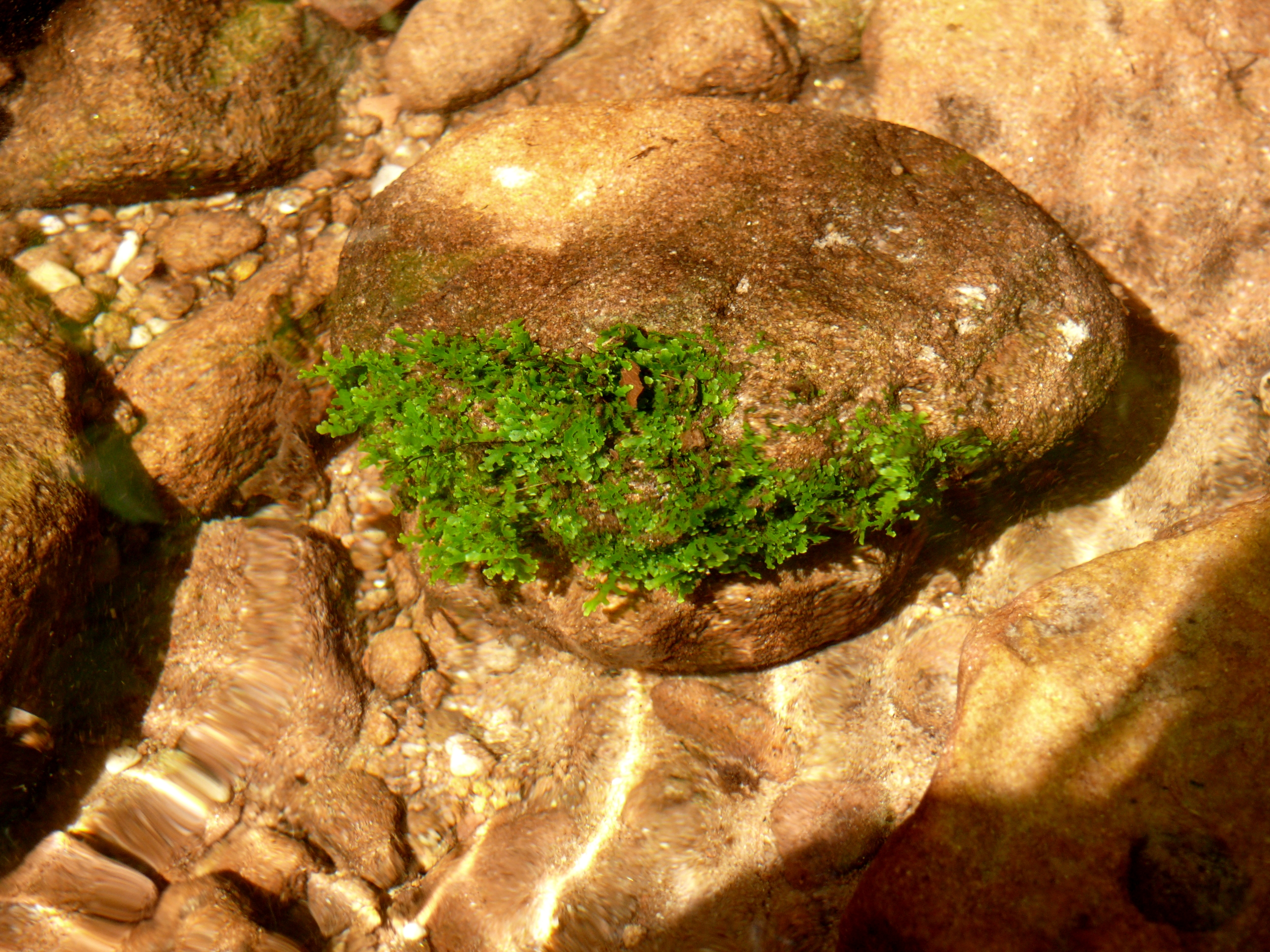
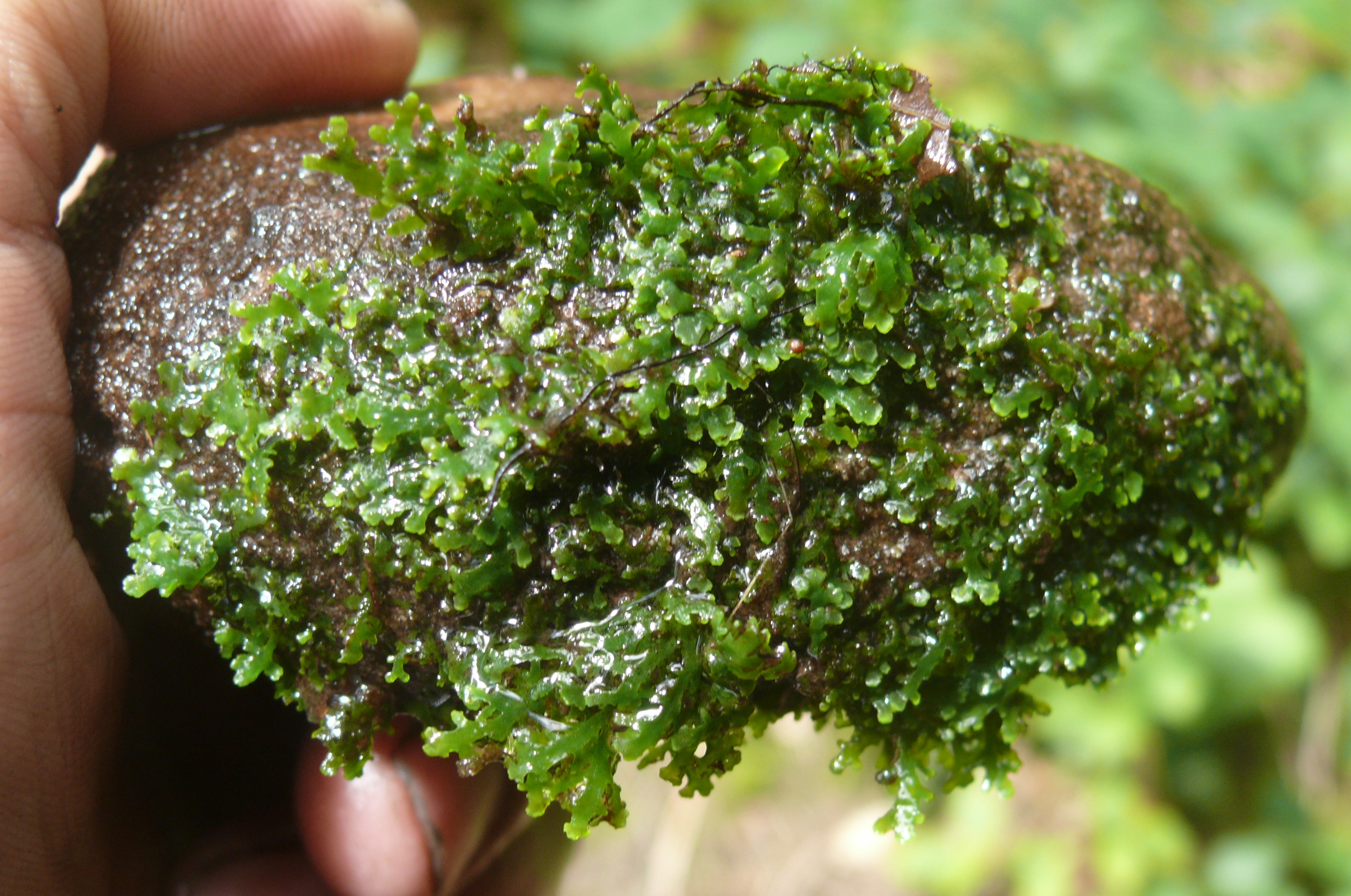
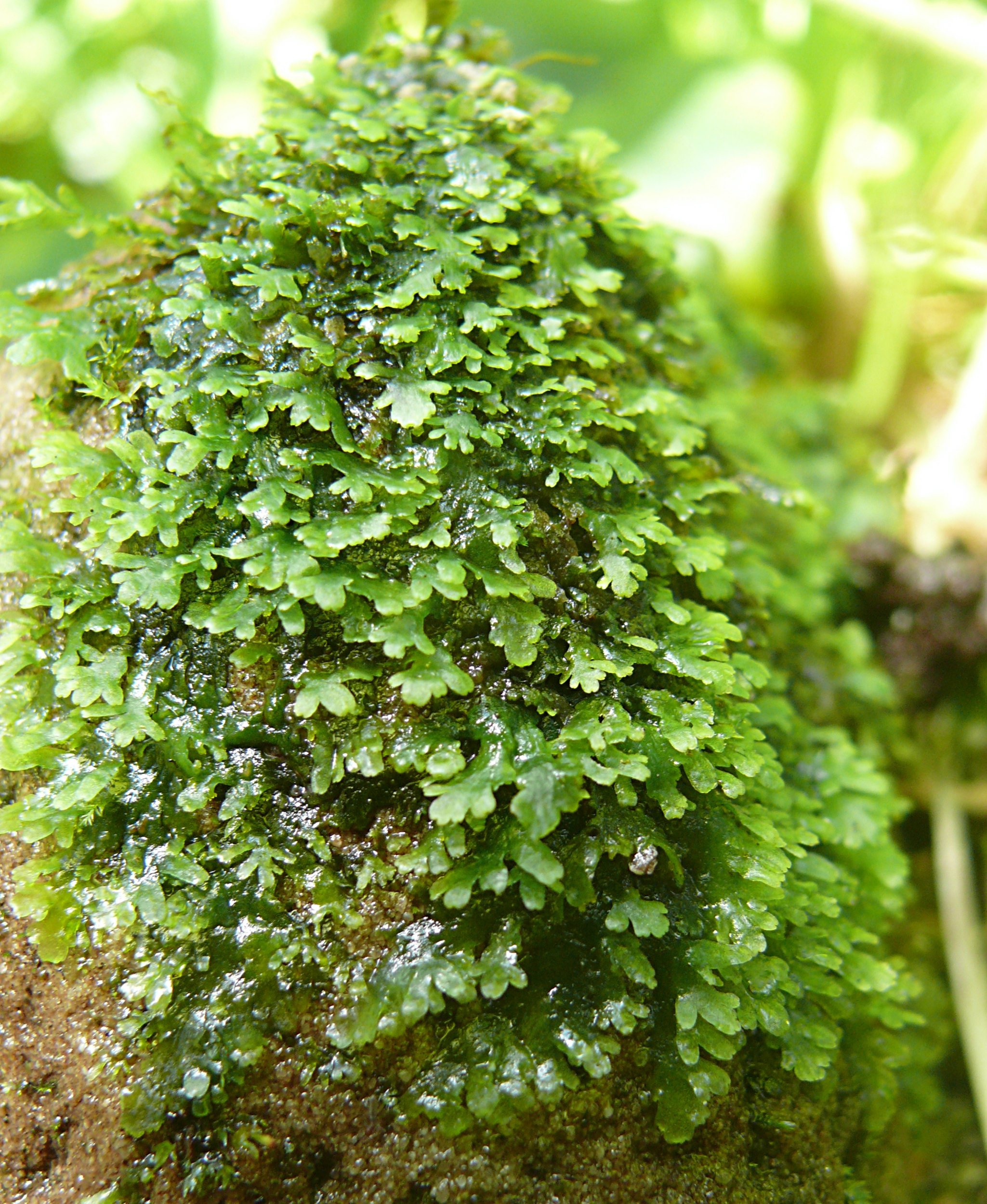